# アンドレス・ロハス
アンドレス・ホセ・ロハス・ノゲラ（スペイン語: Andrés José Rojas Noguera、1984年5月12日 - ）は、コロンビア・ボゴタ出身のサッカー審判員。

## 来歴
2012年2月からカテゴリア・プリメーラＡ（コロンビア1部）の審判を務めており、すでに215試合以上の審判経験がある。2017年からFIFA国際審判員リストに登録され、国際審判員としても活動している。中でもコパ・リベルタドーレス（26試合）とコパ・スダメリカーナ（18試合）では多く起用されている。コパ・アメリカでもこれまで2度起用されており、いずれもブラジルで行われた2019年大会と2021年大会でグループリーグでの主審を務めている。2021年4月7日、レコパ・スダメリカーナ2021 1stレグ・CSDデフェンサ・イ・フスティシア対パルメイラス・サンパウロの試合を担当した。
2021年7月、ロハスはコパ・リベルタドーレスの試合での重大な誤審により、CONMEBOLから無期限の出場停止処分を受けた。
2017年の南米U-15選手権（アルゼンチン）と2019年のFIFA U-17ワールドカップ（ブラジル）では、グループリーグの2試合ずつで主審を務めた。ポーランドで開催された2019年FIFA U-20ワールドカップではビデオ・アシスタント・レフェリー (VAR) として起用された。国内では、カテゴリア・プリメーラB、コパ・コロンビア、2022 FIFAワールドカップ・南米予選（1試合）、国際親善試合でも主審を務めた。